# Kokusai Ku-7
Kokusai Ku-7 (яп. 真鶴 «Маназуру» («Журавель»)) — проєкт планера Імперської армії Японії періоду Другої світової війни.
Кодова назва союзників - «Базард» (англ. Buzzard).

## Історія створення
У 1942 році фірма Kokusai отримала замовлення на виготовлення важкого транспортного планера, який отримав назву Ku-7. Оскільки проєкт не мав високого пріоритету, то роботи йшли повільно. Ще одним фактором, який гальмував роботи, було те, що Ku-7 мав бути найбільшим планером з-поміж тих, що коли-небудь випускались в Японії.
Нова машина мала оригінальну конструкцію. Незважаючи на великі розміри, вона була побудована за двобалковою схемою із рознесеним оперенням та великою центральною гондолою, в якій могли розміститись 32 повністю екіпіровані десантники або легкий танк масою до 8 тонн. Шасі не складалось. Завантаження та розвантаження планера здійснювалось через розсувні секції в задній частині гондоли. Через велику масу планер могли буксирувати тільки важкі бомбардувальники Ki-49-II або Ki-67-I.
Перший політ відбувся у серпні 1944 року. Але на той час становище Японії значно погіршилось, в пріоритеті авіаційної промисловості були винищувачі, особливо винищувачі-перехоплювачі, тому Ku-7 в серію не пішов. Але незважаючи на це, фірма Kokusai за власною ініціативою розробила на базі Ku-7 прототип важкого транспортного літака Kokusai Ki-105.

## Тактико-технічні характеристики

### Технічні характеристики
- Екіпаж: 2 особи
- Пасажири: 32 особи
- Довжина: 19,92 м
- Розмах крила: 35,00 м
- Маса порожнього: 3 536 кг
- Маса спорядженого: 12 000 кг

### Льотні характеристики
- Крейсерська швидкість: 220 км/г
- Максимальна швидкість: 335 км/г